# Marek Bukowski (pisarz)
Marek Bukowski (ur. 14 września 1959 w Warszawie) – polski prozaik.
Ukończył studia na Wydziale Elektrycznym Politechniki Warszawskiej. Debiutował w 1984 r. na łamach miesięcznika "Twórczość" jako prozaik. Jest konstruktorem w Zakładzie Aparatury Mikrofalowej "Wilnar".

## Twórczość
- Nic się nie zmieni (1985)
- Oszustwo (1987)
- Niech żyją agenci!, "Twórczość", 1993 nr 11 s. 5-27
- Bądźcie gotowi zwariować, Warszawa 1995
- Wolność, Biblioteka Notatnika Teatralnego, Wrocław 1996
- Ciałopalenie, "Dialog" 1996 nr 10 s. 5-33[1]
- Ch., "Twórczość" 1996 nr 9 s. 5-66